# Луций Фурий Фил (консул)
Луций Фурий Фил (лат. Lucius Furius Philus; родился около 179 года до н. э. — умер после 129 года до н. э.) — римский военачальник и политический деятель из патрицианского рода Фуриев, консул 136 года до н. э. Принадлежал к «кружку Сципиона».

## Биография
Луций Фурий принадлежал к древнему патрицианскому роду, происходившему из Тускула. Предположительно Луций был внуком Публия Фурия Фила, консула 223 года до н. э. и цензора 214 года до н. э. Его отец, тоже Луций, занимал должность претора в 171 году до н. э.
Исходя из даты консулата и требований закона Виллия, исследователи датируют рождение Луция Фурия приблизительно 179 годом до н. э. Первые упоминания о нём в сохранившихся источниках относятся к 137 году до н. э., когда он был избран консулом на следующий год. Прежде (не позже 139 года до н. э.) Фил должен был занимать должность претора.
Коллегой Луция Фурия стал плебей Секст Атилий Серран. В этом году в Риме разбиралось дело Гая Гостилия Манцина, заключившего позорный договор с испанским городом Нуманция. Консулы внесли в сенат предложение о выдаче Манцина нумантинцам в знак отказа от признания договора, и именно Луций Фурий, чьей провинцией стала Ближняя Испания, увёз Манцина туда и выдал его противнику — голого, со связанными руками; правда, нумантинцы не приняли экс-консула.
В связи с этими событиями Валерий Максим упоминает Квинта Цецилия Метелла Македонского и Квинта Помпея, которые, будучи недругами Луция Фурия, упрекали его в чрезмерном желании отбыть в свою провинцию. В ответ Фил приказал им ехать с собой в качестве легатов. Исследователи признают это решение странным. Возможно, Луций Фурий хотел сделать своих врагов невольными свидетелями его побед, но из этого ничего не вышло: увидев, что боеспособность провинциальной армии находится на низком уровне, новый наместник отказался от активных боевых действий. В следующем году он уступил провинцию одному из новых консулов, Квинту Кальпурнию Пизону.
Луций Фурий был одним из друзей Публия Корнелия Сципиона Эмилиана и принадлежал к так называемому «кружку Сципиона», участников которого объединяли любовь к греческой культуре и планы умеренных реформ. Марк Туллий Цицерон сделал Фила вместе с другими участниками этого кружка одним из действующих лиц диалога «О государстве», действие которого происходит в 129 году до н. э. Луций Фурий активно общался с греческими интеллектуалами Перечисляя ораторов, современных Тиберию Семпронию Гракху, Цицерон упоминает Луция Фурия как человека, который «говорил на отличной латыни и был образованнее других».
Потомки
Предположительно, сыном Луция был Марк Фурий Фил, занимавший должность монетария около 119 года до н. э.